# Repomucenus
Repomucenus es un género de peces de la familia Callionymidae en el orden de los Perciformes.

## Especies
Las especies de este género son:
- Repomucenus calcaratus (W. J. Macleay, 1881)
- Repomucenus huguenini
- Repomucenus olidus (Günther, 1873)
- Repomucenus ornatipinnis (Regan, 1905)
- Repomucenus virgis